# 乔治·德拉法莱兹
乔治·德拉法莱兹（法語：Georges de la Falaise，1866年—1910年），法国男子击剑运动员。他曾获得1900年奥林匹克运动会击剑比赛男子佩剑个人金牌。他也参加了届间運动会，获得两枚金牌。